# Altenburg (Brugg)
Altenburg (toponimo tedesco; informalmente anche Altenburg bei Brugg) è una frazione del comune svizzero di Brugg, nel Canton Argovia (distretto di Brugg).

## Storia

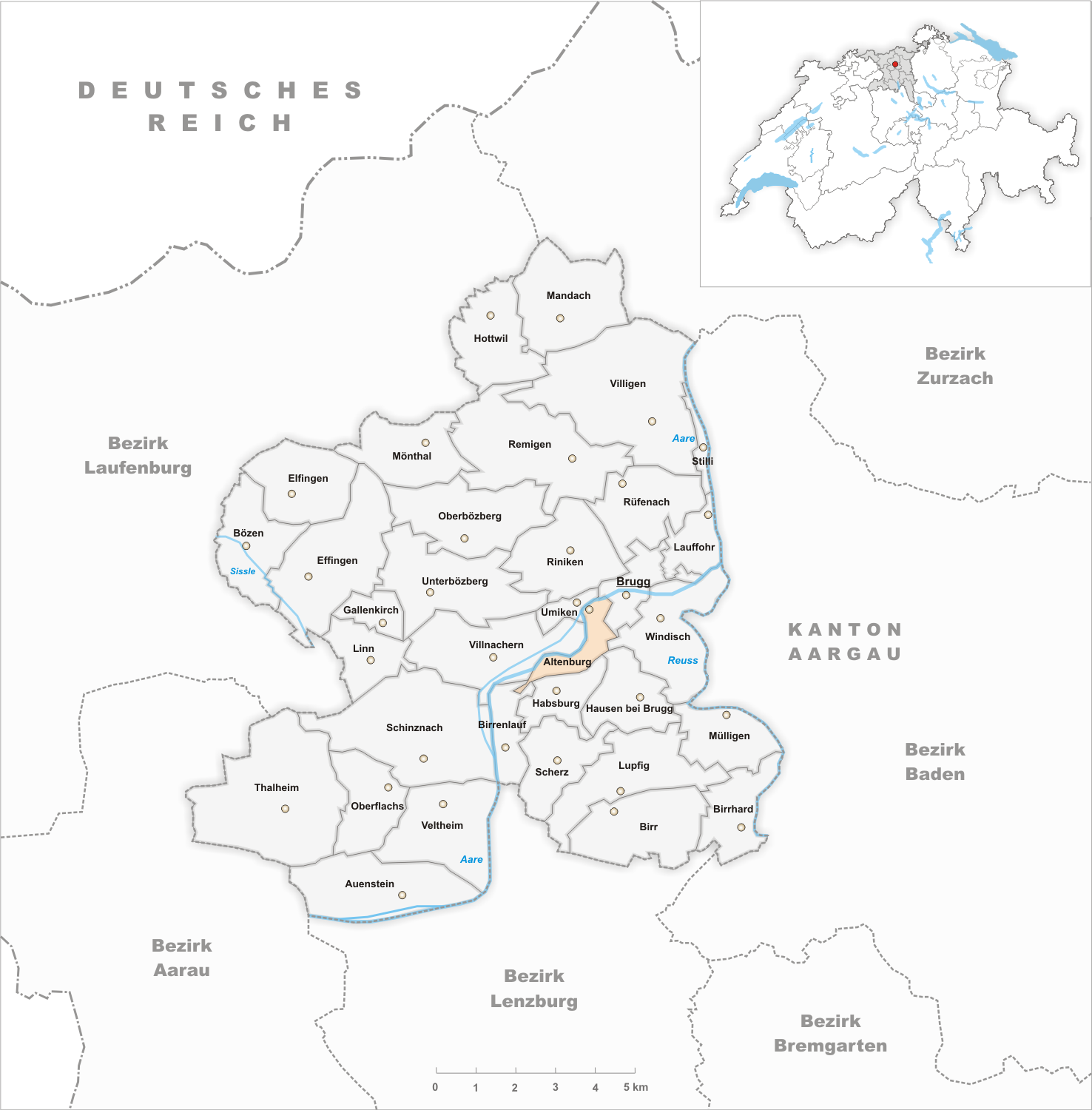
Il territorio del comune di Altenburg prima degli accorpamenti comunali del 1901

Già comune autonomo, nel 1901 è stato aggregato al comune di Brugg.

## Monumenti e luoghi d'interesse

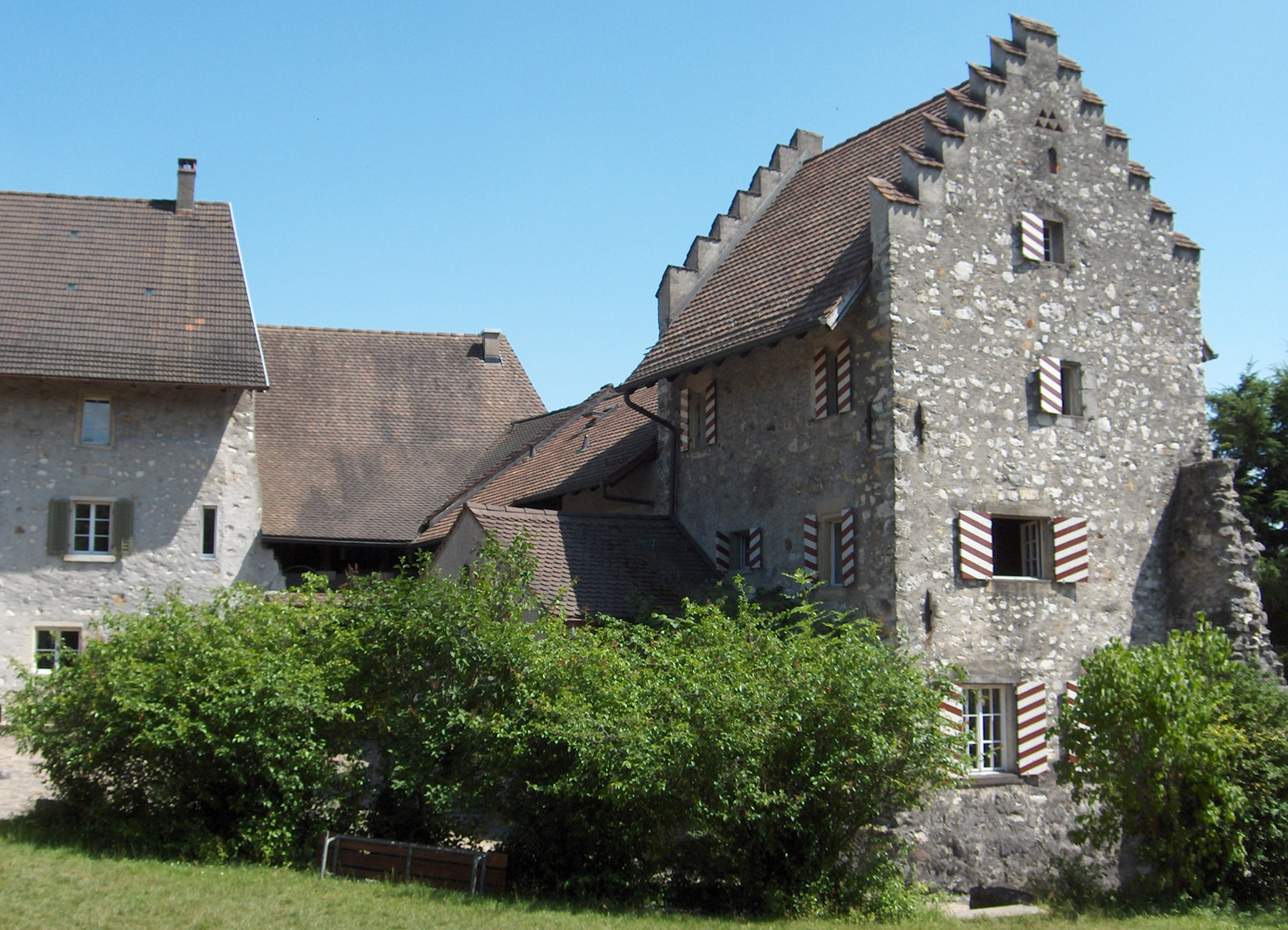
Il castello di Altenburg

- Castello di Altenburg (Schlössli), eretto nel X secolo su fondamenta romane e più volte ricostruito[1];

## Società

### Evoluzione demografica
L'evoluzione demografica è riportata nella seguente tabella:
Abitanti censiti

## Amministrazione
Ogni famiglia originaria del luogo fa parte del cosiddetto comune patriziale e ha la responsabilità della manutenzione di ogni bene ricadente all'interno dei confini del comune.